# العلاقات البرازيلية البريطانية
العلاقات البرازيلية البريطانية هي العلاقات الثنائية التي تجمع بين البرازيل والمملكة المتحدة.

## مقارنة بين البلدين
هذه مقارنة عامة ومرجعية للدولتين:
| وجه المقارنة                                              | البرازيل | المملكة المتحدة                 |
| --------------------------------------------------------- | --- | ------------------------------- |
| المساحة (كم2)                                             | 8.52 مليون | 242.50 ألف                      |
| عدد السكان (نسمة)                                         | 202.66 مليون | 66.02 مليون                     |
| الكثافة السكانية (ن./كم²)                                 | 23.79 | 272.25                          |
| العاصمة                                                   | برازيليا، ريو دي جانيرو | لندن                            |
| اللغة الرسمية                                             | برتغالية برازيلية، Brazilian Sign Language ‏ | لغة إنجليزية، اللغة الويلزية    |
| العملة                                                    | ريال برازيلي، كروزيرو ريال برازيلي ‏، كروزيرو البرازيلية (1990–1993)، البرازيلي كروزادو نوفو، كروزادو برازيلي، cruzeiro ‏، كروزيرو البرازيلية (1942–1967)، الريال البرازيلي (قديم) | جنيه إسترليني                   |
| الناتج المحلي الإجمالي (بليون دولار)                      | 2.06 تريليون | 2.62 تريليون                    |
| الناتج المحلي الإجمالي (تعادل القوة الشرائية) بليون دولار | 3.22 تريليون | 2.72 تريليون                    |
| الناتج المحلي الإجمالي الاسمي للفرد دولار أمريكي          | 8.54 ألف | 43.88 ألف                       |
| الناتج المحلي الإجمالي للفرد دولار أمريكي                 | 15.89 ألف | 40.23 ألف                       |
| مؤشر التنمية البشرية                                      | 0.754 | 0.907                           |
| رمز المكالمات الدولي                                      | +55 | +44                             |
| رمز الإنترنت                                              | .br | .uk، .gb                        |
| المنطقة الزمنية                                           | | توقيت غرينيتش، توقيت غرب أوروبا |

## مدن متوأمة
في ما يلي قائمة باتفاقيات التوأمة بين مدن برازيلية وبريطانية:
- ترتبط ريو دي جانيرو مع ليفربول باتفاقية توأمة منذ 1969.
- ترتبط سوروكابا مع تشيتشستر باتفاقية توأمة.

## منظمات دولية مشتركة
يشترك البلدان في عضوية مجموعة من المنظمات الدولية، منها:
| علم المنظمة | اسم المنظمة                        | تاريخ انضمام البرازيل | تاريخ انضمام المملكة المتحدة |
| ----------- | ---------------------------------- | --------------------- | ---------------------------- |
|             | البنك الدولي للإنشاء والتعمير      | 14 يناير 1946         | 27 ديسمبر 1945               |
|             | يونسكو                             | 4 نوفمبر 1946         | 4 نوفمبر 1946                |
|             | الاتحاد البريدي العالمي            | ?                     | ?                            |
|             | مجلس الأمن التابع للأمم المتحدة    | 1946                  | 24 أكتوبر 1945               |
|             | البنك الإفريقي للتنمية             | ?                     | ?                            |
|             | نظام تحكم تكنولوجيا القذائف        | 1995                  | 1987                         |
|             | منظمة الشرطة الجنائية الدولية      | ?                     | ?                            |
|             | الأمم المتحدة                      | 24 أكتوبر 1945        | 24 أكتوبر 1945               |
|             | مؤسسة التنمية الدولية              | 15 مارس 1963          | 24 سبتمبر 1960               |
|             | مجموعة العشرين                     | ?                     | 26 سبتمبر 1999               |
|             | المرصد الأوروبي الجنوبي            | 2010                  | 2002                         |
|             | منظمة التجارة العالمية             | ?                     | 1995                         |
|             | وكالة ضمان الاستثمار متعدد الأطراف | 7 يناير 1993          | 12 أبريل 1988                |
|             | الاتحاد الدولي للاتصالات           | 4 يوليو 1877          | 24 فبراير 1871               |
|             | مجموعة الموردين النوويين           | ?                     | ?                            |
|             | مؤسسة التمويل الدولية              | 31 ديسمبر 1956        | 20 يوليو 1956                |
|             | الفريق المعني برصد الأرض           | ?                     | ?                            |
|             | منظمة حظر الأسلحة الكيميائية       | ?                     | ?                            |

## أعلام
هذه قائمة لبعض الشخصيات التي تربطها علاقات بالبلدين:
- أليس دلال (عارضة برازيلية، 29 يوليو 1987 – )
- بيتر مدور (28 فبراير 1915[26][27][28] – 2 أكتوبر 1987[26][27][28])
- تايو كروز (مغني من المملكة المتحدة، 23 أبريل 1980 – )
- جيرالد توماس (مخرج مسرحي برازيلي، 1 يوليو 1954[29] – )
- فرانشيسكا أنيس (14 مايو 1945 – )
- ميشيل دي كارفاليو (21 يوليو 1944 – )

## وصلات خارجية
- موقع وزارة الخارجية البرازيلية
- موقع وزارة الخارجية البريطانية